# Simplicia obiana
Simplicia obiana är en fjärilsart som beskrevs av Swinhoe 1919. Simplicia obiana ingår i släktet Simplicia och familjen nattflyn. Inga underarter finns listade i Catalogue of Life.